# Joe Primeau
Pour les articles homonymes, voir Primeau.
Temple de la renommée : 1963
Joseph Primeau (né le 29 janvier 1906 à Lindsay, en Ontario au Canada et mort le 14 mai 1989 à Toronto, Canada) est un joueur canadien professionnel de hockey sur glace,.

## Biographie
Né à Lindsay et élevé à Victoria, en Colombie-Britannique, Primeau déménagea jeune à Toronto.
Frank J. Selke le remarqua en 1924 alors qu'il jouait avec l'équipe junior des St. Mary's de Toronto. Il s'arrangea pour qu'il rejoigne les Marlboros de Toronto en 1926. De là, il fut assigné aux Ravinas de Toronto, dirigés par ce même Selke et termina meilleur pointeur de la saison avec 26 buts en 41 matchs ce qui lui permit de jouer ensuite deux matchs d'essais avec les Maple Leafs de Toronto.
Il passa ensuite la majeure partie de la saison 1928-1929 avec les Panthers de London mais fut rappelé avec les Leafs pour les six derniers matchs de la saison régulière.
En milieu de saison 1929-1930, Conn Smythe, entraîneur de l'équipe, plaça Primeau entre deux jeunes joueurs de 18 ans chacun : Harvey « Busher » Jackson et Charlie Conacher. Cette ligne d'attaque, fut rapidement surnommée la Kid Line et fut une part importante du succès des Maple Leafs lorsqu'ils remportèrent la Coupe Stanley en 1932. Cette saison-là, Primeau termina deuxième meilleur pointeur de la LNH avec 50 points en 46 matchs, devancé uniquement par Harvey Jackson avec 53 points..
Primeau a été intronisé au temple de la renommée du hockey en 1963. Il est mort à l'âge de 83 ans à Toronto. En 1998, le magazine The Hockey News le classe au 92e rang des 100 meilleurs joueurs de l'histoire de la LNH.

## Statistiques
| Saison     | Équipe                 | Ligue      |     | Saison régulière | Saison régulière | Saison régulière | Saison régulière | Saison régulière |    | Séries éliminatoires | Séries éliminatoires | Séries éliminatoires | Séries éliminatoires | Séries éliminatoires |
| Saison     | Équipe                 | Ligue      | PJ  | B                | A                | Pts              | Pun              | PJ               | B  | A                    | Pts                  | Pun                  |                      |                      |
| 1927-1928  | Ravinas de Toronto     | CPHL       | 42  | 26               | 13               | 39               | 36               |                  |    |                      |                      |                      |                      |                      |
| 1927-1928  | Maple Leafs de Toronto | LNH        | 2   | 0                | 0                | 0                | 0                | --               | -- | --                   | --                   | --                   |                      |                      |
| 1928-1929  | Maple Leafs de Toronto | LNH        | 6   | 0                | 1                | 1                | 2                | --               | -- | --                   | --                   | --                   |                      |                      |
| 1928-1929  | Panthers de London     | CPHL       | 35  | 12               | 10               | 22               | 16               |                  |    |                      |                      |                      |                      |                      |
| 1929-1930  | Maple Leafs de Toronto | LNH        | 43  | 5                | 21               | 26               | 22               | --               | -- | --                   | --                   | --                   |                      |                      |
| 1930-1931  | Maple Leafs de Toronto | LNH        | 38  | 9                | 32               | 41               | 18               | 2                | 0  | 0                    | 0                    | 0                    |                      |                      |
| 1931-1932  | Maple Leafs de Toronto | LNH        | 46  | 13               | 37               | 50               | 25               | 7                | 0  | 6                    | 6                    | 2                    |                      |                      |
| 1932-1933  | Maple Leafs de Toronto | LNH        | 48  | 11               | 21               | 32               | 4                | 8                | 0  | 1                    | 1                    | 4                    |                      |                      |
| 1933-1934  | Maple Leafs de Toronto | LNH        | 45  | 14               | 32               | 46               | 8                | 5                | 2  | 4                    | 6                    | 6                    |                      |                      |
| 1934-1935  | Maple Leafs de Toronto | LNH        | 37  | 10               | 20               | 30               | 16               | 7                | 0  | 3                    | 3                    | 0                    |                      |                      |
| 1935-1936  | Maple Leafs de Toronto | LNH        | 45  | 4                | 13               | 17               | 10               | 9                | 3  | 4                    | 7                    | 0                    |                      |                      |
| Totaux LNH | Totaux LNH             | Totaux LNH | 309 | 66               | 177              | 243              | 105              | 38               | 5  | 18                   | 23                   | 12                   |                      |                      |

## Carrière d'entraîneur
En 1945, il dirigea les St. Michael's Majors de Toronto qu'il mena vers la victoire dans la Coupe Memorial.
En 1950, il gagna la Coupe Allan avec les Toronto Sr. Marlboros.
En 1951, il remporta la Coupe Stanley avec les Maple Leafs.
Il est le seul entraîneur à ce jour à avoir remporté ces trois trophées.